# Can You Hear Me? (IU)
Can You Hear Me? è un EP della cantante sudcoreana IU, pubblicato nel 2013 dall'etichetta discografica East World.

## Il disco
L'EP, primo di IU in giapponese, viene annunciato alla fine di gennaio 2013 e pubblicato il 20 marzo. La cover viene rivelata il 10 febbraio, alla quale fanno seguito il sample della canzone New World il 20 febbraio e un altro teaser il 26 febbraio. Preceduto il 2 marzo da un'anticipazione, il 4 marzo esce il videoclip del brano principale, Beautiful Dancer; una versione estesa, della durata totale di 6 minuti, viene pubblicata il 9 marzo.
Nella versione CD+DVD è presente, oltre che il documentario A Documentary Film of IU 2012～2013, una cover di The Age of the Cathedrals, versione inglese della canzone Le temps des cathédrales del musical francese Notre-Dame de Paris, che viene pubblicata in anticipo il 6 febbraio. Beautiful Dancer e Truth sono composte dai produttori americani Jimmy Jam e Terry Lewis, mentre il testo è di Hiro del gruppo hip-hop giapponese LGYankees, che ha scritto le parole anche di Fairytale. Voice-mail, invece, è scritta e composta da IU.
Il primo singolo dell'album a essere pubblicato, dopo The Age of the Cathedrals, è New World il 27 febbraio 2013, mentre il 20 marzo segue Beautiful Dancer, la traccia principale, con il proprio video musicale.
L'EP ha debuttato alla posizione 23 di Oricon vendendo 6 000 copie; è rimasto nella classifica dei migliori 300 album per tre settimane, vendendo 8 000 copie. I singoli New World e Beautiful Dancer si sono posizionati, rispettivamente, settantaseiesimo e sessantaseiesimo nella Billboard Japan Hot 100.

## Tracce
1. Beautiful Dancer – 4:29 (testo: Hiro – musica: Jimmy Jam, Terry Lewis, John Jackson)
2. Truth – 3:37 (testo: Hiro – musica: Jimmy Jam, Terry Lewis, John Jackson)
3. Fairytale – 3:38 (testo: Hiro – musica: Andy Love, Niclas Kings)
4. Voice-mail – 4:06 (IU, Yadako)
5. New World – 3:49 (testo: Yadako – musica: Ali Thomson, Christoffer Wikberg, Alina Devecerski)

Bonus track
1. The Age of the Cathedrals – 3:06 (testo: Luc Plamondon, Will Jennings – musica: Riccardo Cocciante)

## Classifiche
| Classifica (2013)      | Posizione massima |
| ---------------------- | ----------------- |
| Giappone (giornaliera) | 9                 |
| Giappone (settimanale) | 23                |

## Date di pubblicazione
| Stato    | Data          | Formato               | Edizione         | Casa discografica |
| -------- | ------------- | --------------------- | ---------------- | ----------------- |
| Giappone | 20 marzo 2013 | CD, download digitale | Standard, CD+DVD | East World        |
| Taiwan   | 22 marzo 2013 | CD, download digitale | CD+DVD           | Golden Typhoon    |